# Compianto sul Cristo morto (Lotto)
La tela Compianto su Cristo morto è un dipinto olio su tela di Lorenzo Lotto conservato nella sacrestia della Basilica di Sant'Alessandro in Colonna, in via Sant'Alessandro di Bergamo.

## Storia
Il dipinto del Lotto, non tra i più conosciuti, è d'intensa drammaticità. Venne commissionato per la cappella del Corpus Domini, dalla confraternita Societas Corporis Domini nostri Jesu Christi et Sancti Joseph probabilmente negli anni dal 1521 al 1523, il dipinto fu più volte confuso con uno stendardo, risulta infatti in un documento del 4 gennaio 1524 redatto dal notaio Giovanni Zinetti Chiappinelli di proprietà della confraternita. Il documento testimonia la presenza però di due lavori differenti: 
(Archivio di Stato di Bergamo)
 Lo stendardo è andato perduto così  come quello che fu commissionato pochi anni dopo a Gerolamo Colleoni. 
Il dipinto fu descritto nel 1525 da Marcantonio Michiel che era in visita a Bergamo, lo indicò come palletta della pieta in tela a colla, alla maniera ponentina quindi che aveva subito l'influenza di artisti nordici. Questa tecnica non era molto comune ma sicuramente presente in altri lavori a Bergamo negli anni a cavallo tra il XV e il XVI secolo.

Quando la chiesa fu modificata con la nuova intitolazione degli altari, venne spostato nella sacrestia. Fu restaurato più volte, documentato il primo intervento già 1548, poi nel 1702, quando viene posto nella nicchia della cappella tra i due dipinti di Leandro Bassano: la  Nascita e la Trinità che incoronazione di Maria. Nella medesima collocazione la descrive Francesco Tassi, anche se in un grave stato di degrado: 
([Francesco Maria Tassi in Vite de' pittori, scultori e architetti bergamaschi)
  Nuovamente restaurata nel 1880, ma fu un restauro sicuramente più dannoso che di recupero. Sarà Elia Fornoni a scrivere una relazione indicando che purtroppo la tela fu restaurata come se fosse un dipinto a olio rovinandola completamente. Nuovamente restaurata nel 1998, non sempre con il rispetto delle cromie originali, tanto da rendere difficile trovare le tradizionali caratteristiche artistiche del pittore veneziano..

## Descrizione

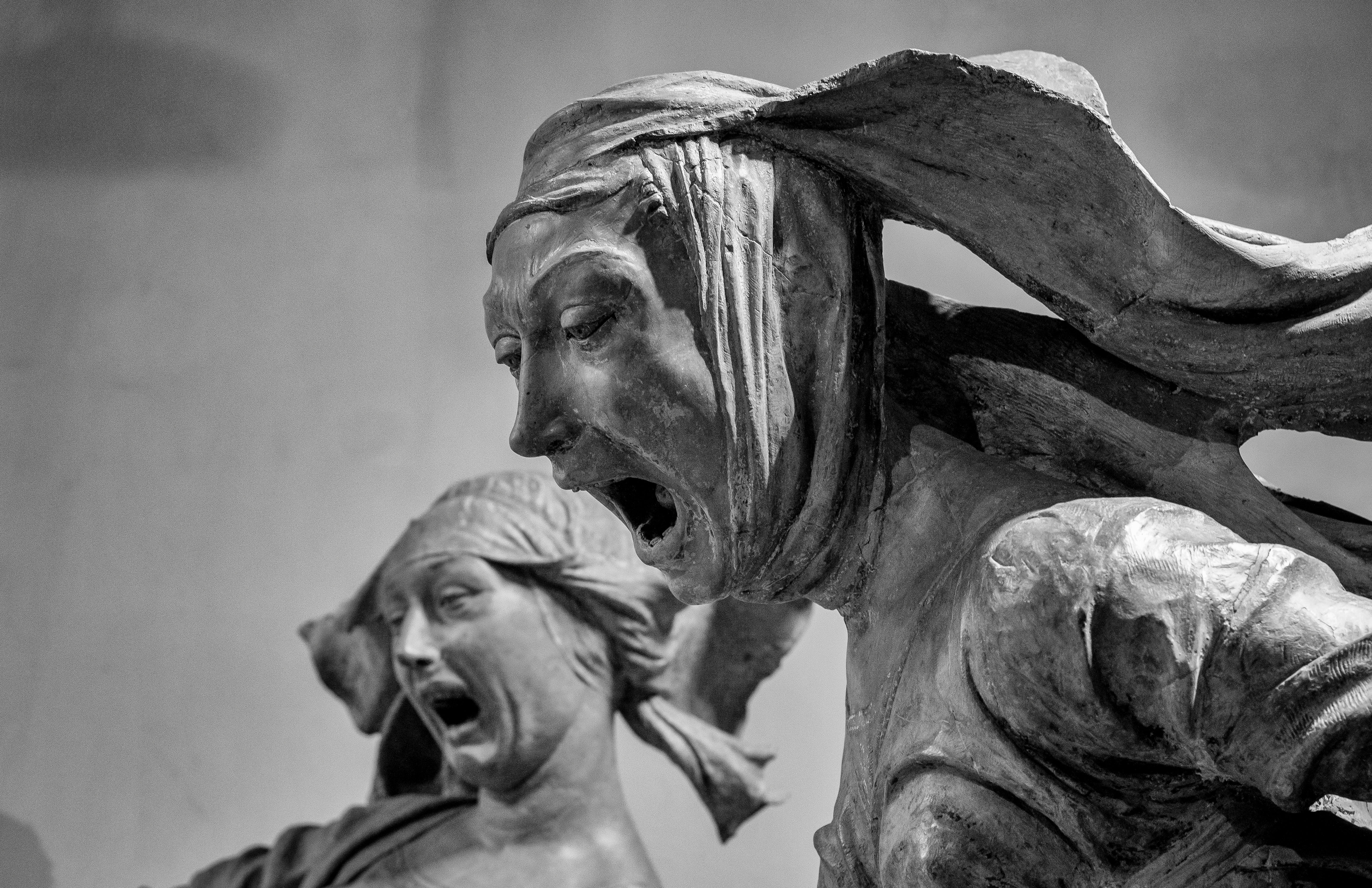
Compianto sul Cristo morto (Niccolò dell'Arca)-particolare

La tela è la rappresentazione drammatica dei sentimenti che coinvolsero gli astanti alla morte e deposizione di Cristo, e seguendo le espressioni e i movimenti dei personaggi si raggiunge una crescente drammatica intensità di sentimento.
Il primo personaggio a sinistra, malgrado abbia un'espressione contrita, non è molto coinvolto, maggiormente quello che è a lui vicino e che si sporge per meglio comprendere quello succede nel gruppo centrale del quadro.

La donna rappresentata come terzo personaggio della parte superiore del quadro, è china con gli occhi socchiusi volendo vedere e ricordare le sembianze del defunto. A lei succede la pia dona che sorregge la Vergine svenuta. La figura successiva è una donna urlante, e accanto a lei raffigurato Giuseppe d'Arimatea raffigurato nel massimo della pena. Questa rappresentazione esasperata avvicina il dipinto a opere d'origine tedesca i vesperbild.

Nella parte centrale della tela il gruppo composto da Maria esangue, posta centrale alle due diagonali è la lama che le trafigge il cuore riportante la scritta AMOR ET DOLOR, purtroppo di difficile visione, proponendo alla lettera il Vangelo di Luca
(Luca,II,35)
San Giovanni con infinita dolcezza, sorregge il corpo di Cristo che è la parte dominante della composizione. Si inarca sorreggendolo, come a voler evitare ulteriori dolori a quel corpo martoriato, mentre Maria Maddalena prostrata, tiene le gambe del defunto, immagine leonardesca, ricorda santa Lucia nel dipinto Resurrezione di Giovanni Antonio Boltraffio.
Sulla tela vi sono due cartigli, uno sorretto da due angeli sulla parte superiori: Oportuit Cristum pat et ita intrare in regnum suum-ecce quis patitur et proquo, (grazie ai patimenti del Cristo gli uomini possono entrare nel regno dei cieli), mentre sulla parte inferiore ECCE QUIS PATITUR/ ET QUO PRO.
Il quadro venne realizzato negli anni che precedevano il Concilio di Trento e la Riforma calvinista, in un clima di confusione religiosa, che aveva raggiunto sia i fedeli che gli uomini di chiesa anche nella città di Bergamo. Il Lotto mettendo Cristo al centro della scena, mandò un messaggio chiaro, Giovanni, Maria pongono la loro mano destra sul costato del defunto, a indicare che da quel costato nacque la Chiesa. Il corpo di Cristo è la Chiesa, così come la pietra ben squadrata posta a sinistra della tela, indica la pietra angolare
(Lettera di Paolo agli Efesini,II,20-21)

L'immagine di Cristo ha caratteristiche michelangiolesche. Le labbra son socchiuse, come chi ha esalato l'ultimo respiro, o forse il Lotto intendeva ancora vivo. In primo piano i simboli del martirio, la corda servita a deporre Cristo dalla croce e la tavola con la scritta INRI nascoste da un bianco telo.
Una gamma di marroni, si contrappongono al rosso lottesco delle vesti dei santi Giovanni e Giuseppe, quelli che idealmente furono il padre e il fratello di Cristo. Gli abiti delle pie donne sono di foggia cinquecentesca come era uso il Lotto. La particolarità unica di rappresentare san Giuseppe oltre a accentuare la pietà della raffigurazione fu anche un riconoscimento alla confraternita Societas Corporis Domini nostri Jesu Christi et Sancti Joseph che era intitolata anche al santo.